# Scaloppina
La scaloppina, o anche "scaloppa", è un piatto tipico della tradizione italiana.

## Etimologia
Il termine scaloppina deriverebbe dal francese escalope. Il termine non tradotto veniva utilizzato fino all'inizio del novecento nelle pubblicazioni di vari gastronomi italiani come Giovanni Vialardi o Ada Boni.

## Preparazione

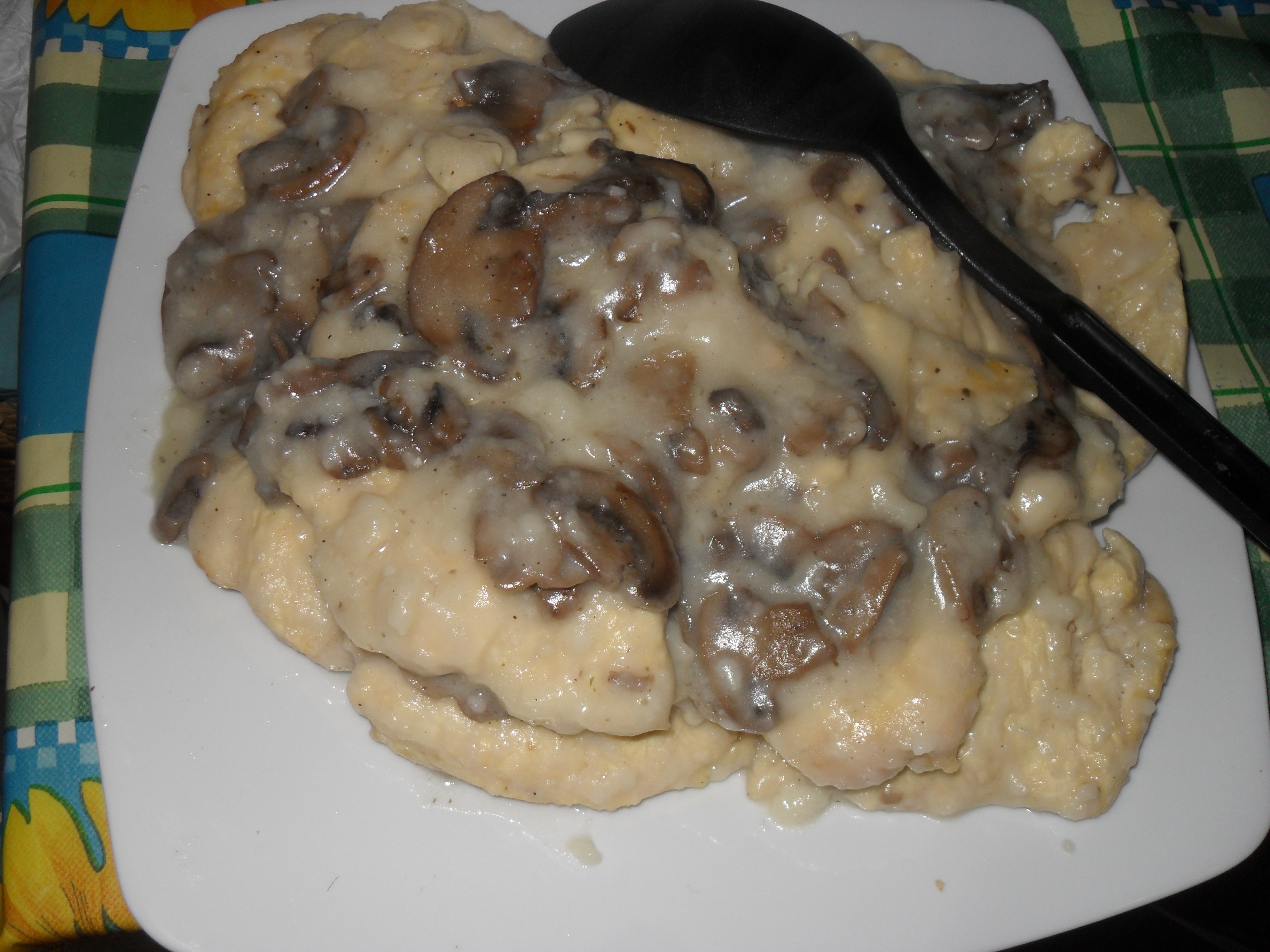
Scaloppine ai funghi

Le scaloppine sono fettine di carne sottili, di solito manzo o anche pollo, infarinate, saltate in padella e, dopo aver trasformato il fondo di cottura in una salsa con l'aggiunta di limone, vino bianco, marsala o altri ingredienti, rimessi in padella a insaporire e serviti poi con tale salsa.

## Ricette regionali
A seconda delle tradizioni gastronomiche la salsa di accompagnamento delle scaloppine può variare di molto. Nelle zone mediterranee vengono spesso cucinate alla pizzaiola, ovvero con olio, pomodoro, origano, mentre nelle regioni settentrionali per la cottura viene tradizionalmente utilizzato il burro e la salsa comprende spesso anche la panna.